# 숙의 권씨 (연산군)

숙의 권씨(淑儀 權氏, ? ~ ? )는 조선 연산군의 후궁이다.
권령(權齡)의 딸이다. 연산군 폐위로 폐서인 되었다.